# Керимов, Агагусейн Ашраф оглы
Агагусейн Керимов (азерб. Ağahüseyn Əşrəf oğlu Kərimov; 1909 — 1991) — советский звукооператор и актёр, инженер. Заслуженный инженер Азербайджанской ССР (1976).

## Биография
Закончил Институт сельского хозяйства. После окончания учебы по приглашению друзей пришёл работать на киностудию «Азерфильм».
Дебютировал в кинематографе в 1938 году на съёмках первого азербайджанского игрового звукового фильма «Бакинцы» как помощник звукооператора. Как актёр кино дебютировал в 1970 году, снимался до 1988 года.
Ушёл из жизни 20 мая 1991 года.

## Фильмография

### Актёр
- 1970 — Ищите девушку (Эмин Ширинов)
- 1977 — День рождения (дядя Гамид)
- 1982 — Шкатулка Исмаил Бека (ювелир)
- 1984 — Легенда Серебряного озера (директор музея ковров)
- 1988 — Мерзавец (Мирза баба)

### Звукооператор
- 1938 — Бакинцы
- 1938 — Советские гимнасты
- 1941 — Сабухи
- 1942 — Бахтияр
- 1945 — Аршин мал алан
- 1950 — Дети Баку
- 1950 — Советский Азербайджан
- 1955 — Бахтияр, или Любимая песня
- 1958 — На дальних берегах
- 1960 — Айгюн
- 1960 — Утро
- 1961 — Лейли и Меджнун
- 1965 — Аршин мал алан
- 1970 — Ищите девушку
- 1977 — День рождения
- 1980 — Жди меня
- 1982 — Старики, старики

## Награды и премии
- Медаль «За трудовую доблесть» (6 марта 1950 года) — за выдающиеся заслуги в развитии советской кинематографии, в связи с 30-летием[2].
- Заслуженный инженер Азербайджанской ССР (1976 год).